# رايموند بيتي
رايموند بيتي (بالفرنسية: Raymond Petit)‏ هو عداء المسافات المتوسطة فرنسي، ولد في 18 يناير 1910 في ريميرمون في فرنسا، وتوفي في يناير 1990.

## وصلات خارجية
- رايموند بيتي على موقع الاتحاد الدولي لألعاب القوى (الإنجليزية)
- رايموند بيتي على موقع الاتحاد الفرنسي لألعاب القوى (الفرنسية)
- رايموند بيتي على موقع اللجنة الأولمبية الدولية (الإنجليزية)
- رايموند بيتي على موقع أوليمبيديا (الإنجليزية)